# Садиба на вулиці Саксаганського, 60
Садиба на вулиці Саксаганського, 60 — комплекс із трьох будинків у Голосіївському районі Києва, на вулиці Саксаганського. Будинки зведені у 1880-х—1890-х роках, садиба має статус щойно виявленої пам'ятки історії.

## Історія
Наприкінці XIX століття садиба належала відставному полковнику В. Маслову, тут стояв лише один двоповерховий цегляний житловий будинок (сучасний № 60-Б), зведений у 1880-х роках. У 1890 році на замовлення Маслова архітектор Микола Казанський добудував до існуючого будинку двоповерховий об'єм із невеликою надбудовою на одну кімнату, увінчаний шатровою банею (пізніше втрачена). Того ж, 1890 року на ділянці звели двоповерховий із мезоніном фасадний будинок (№ 60), який за радянських часів перебудували на триповерховий.
Після смерті В. Маслова садиба перейшла у спадок до його доньки Марії. Чоловіком останньої був гірничий інженер Михайло Миклуха, брат видатного мандрівника-етнографа Миколи Миклухи-Маклая. Після смерті дружини у 1915 році Михайло Миклуха успадкував садибу, в якій, на другому поверсі будинку № 60-Б і жив до 1923 року.
У другій половині 1901 — на початку 1903 року в садибі розміщувалася редакція часопису «Киевская старина», редактором якого був Володимир Науменко.
Після Другої світової війни на території колишньої садиби, ліворуч від фасадного будинку, збудували житловий п'ятиповерховий будинок № 60-а, внаслідок чого змінився рельєф ділянки — історичну частину садиби відокремили підпірною стіною.

## Опис
Садиба складається з трьох будинків: фасадного будинку № 60 на червоній лінії забудови вулиці, двоповерхового будинку № 60-Б, що стоїть у другій лінії забудови, паралельно фасадному, та одноповерхового будинку № 60-В (колишній службовий будинок), розміщеного між будинками № 60-Б і № 60, перпендикулярно до них.
Фасадний будинок має лаконічне цегляне оздоблення: фасади на рівні другого—третього поверхів розчленовані вертикально лопатками, вікна прямокутні, під вікнами другого поверху — геометричні підвіконні вставки, чий орнамент повторюється у поясі під зубчастим карнизом між другим і третім поверхами. 

## Видатні мешканці
- Миклуха Михайло Миколайович — гірничий інженер, геолог, дослідник Полісся[2].

## Галерея

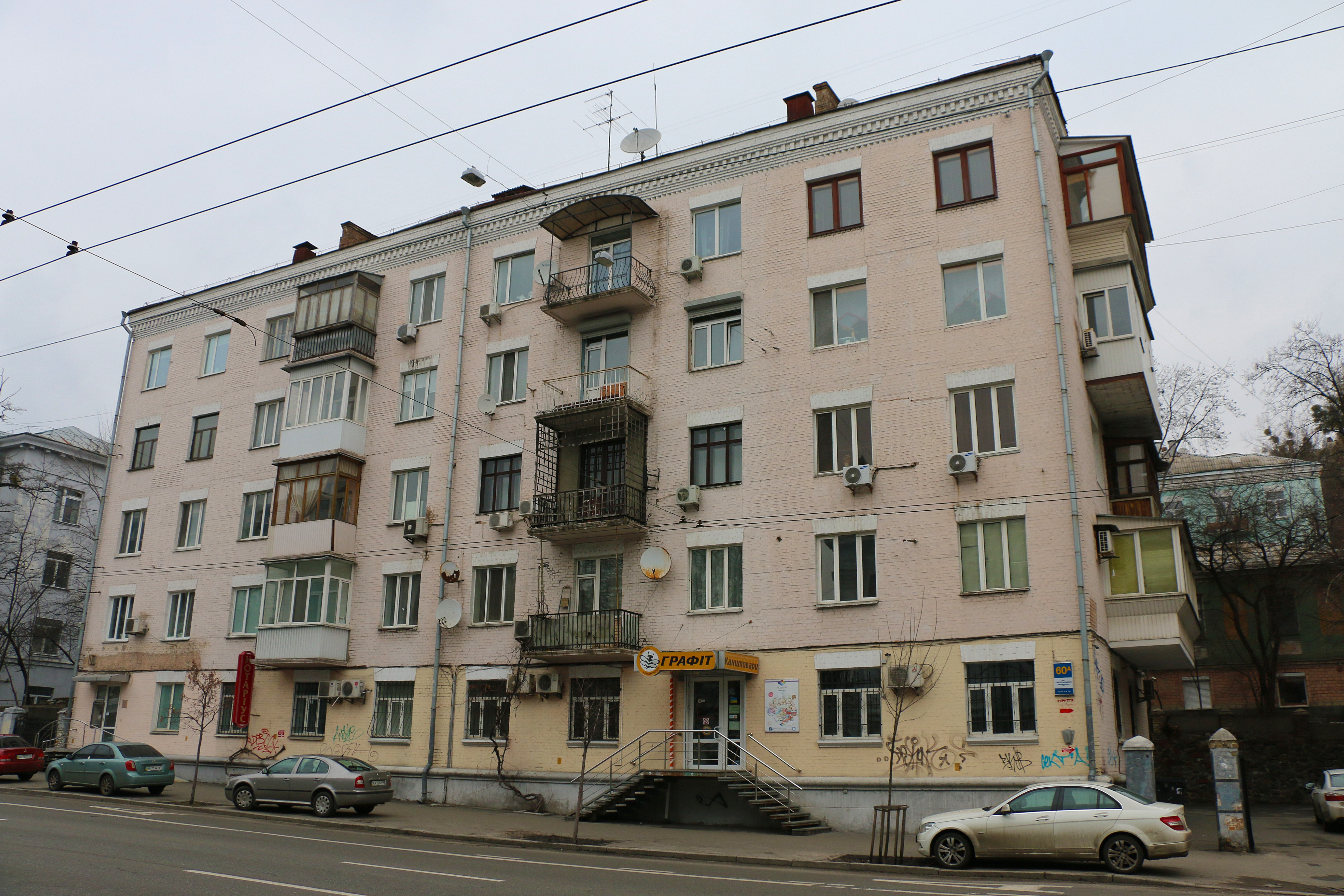
Будинок № 60-А
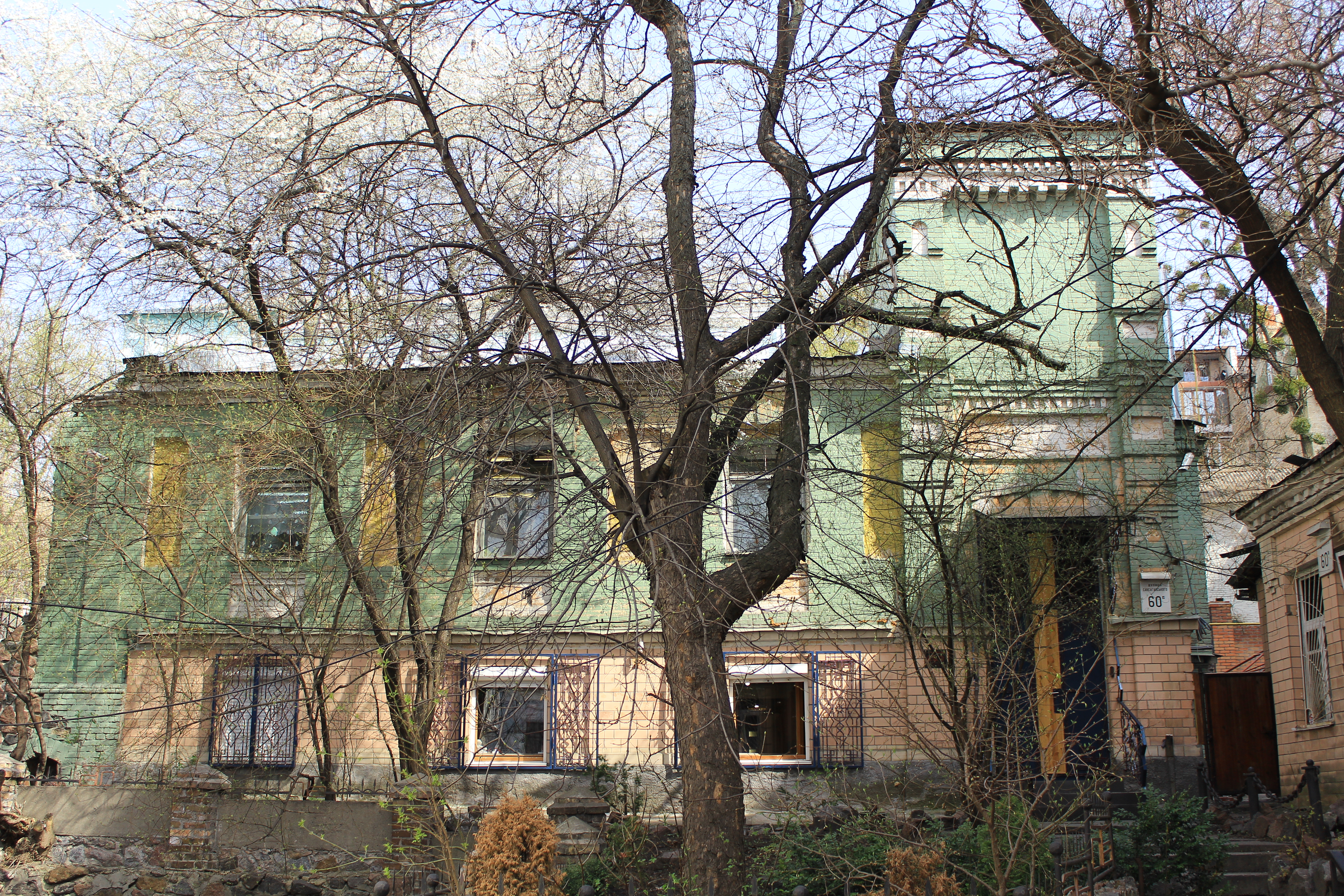
Будинок № 60-Б
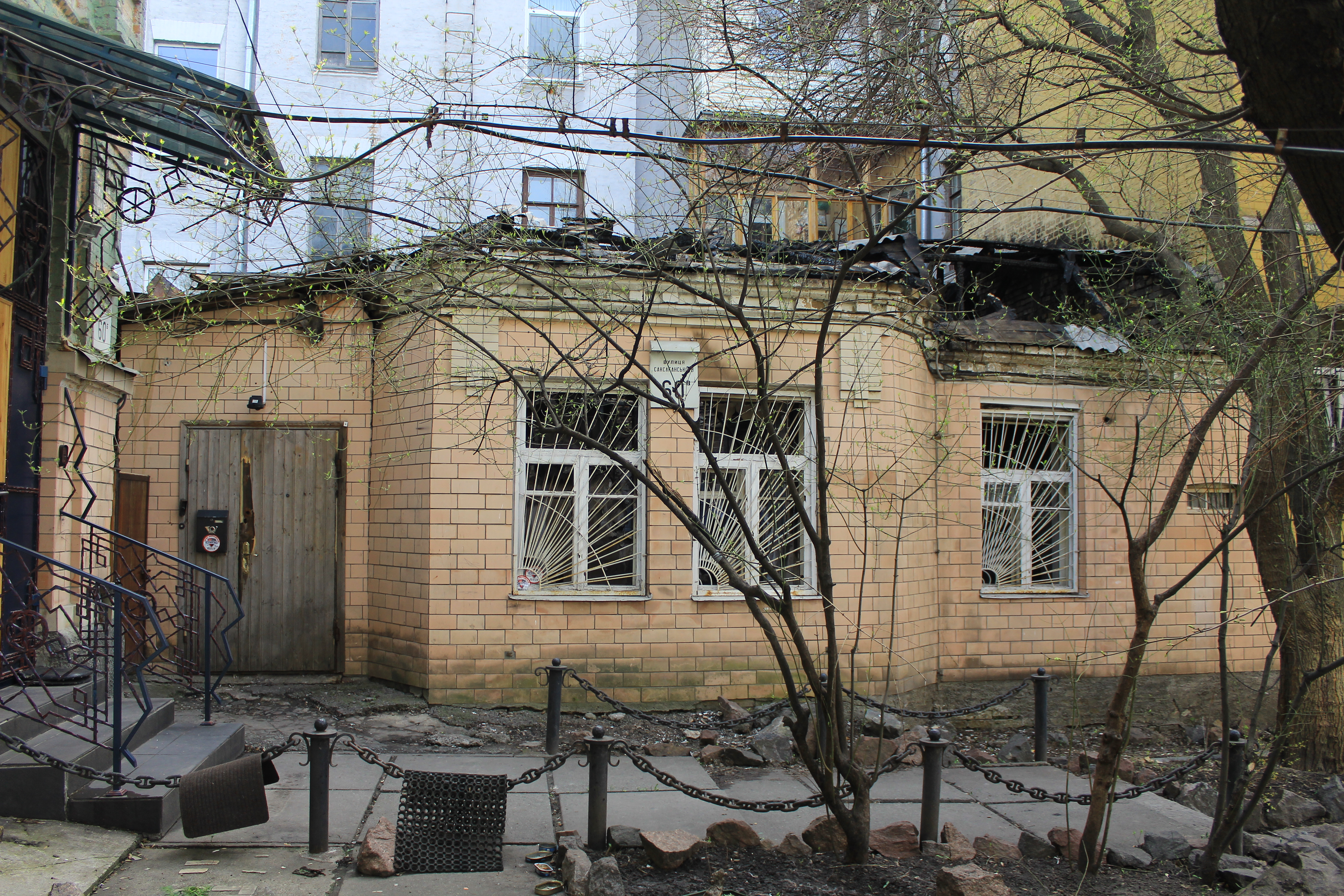
Будинок № 60-В